# 阿尔加巴斯 (阿克莫拉)
51°34′54″N 67°52′34″E / 51.58161°N 67.87612°E
阿尔加巴斯是哈萨克斯坦阿克莫拉州的一个城镇，海拔258米，距离首都阿斯塔納约115公里。